# Brazolove, Iuriivka
Brazolove (în ucraineană Бразолове) este un sat în așezarea urbană Iuriivka din raionul Iuriivka, regiunea Dnipropetrovsk, Ucraina.

## Demografie
Componența lingvistică a localității Brazolove
     Ucraineană (93,65%)
     Rusă (6,35%)
Conform recensământului din 2001, majoritatea populației localității Brazolove era vorbitoare de ucraineană (93,65%), existând în minoritate și vorbitori de rusă (6,35%).